# Run Wild. Live Free. Love Strong.
Run Wild. Live Free. Love Strong. ist das zweite Studioalbum der US-amerikanischen christlichen Alternative-Rockband For King & Country. Es wurde am 16. September 2014 veröffentlicht.

## Hintergrund
Das Album wurde von For King & Country selbst sowie von Ben Glover, Matt Hales, Seth Mosley und Tedd T. produziert. Die Texte umfassen Themen wie Liebe, Leid, Zweifel und Hilflosigkeit. Das Lied Fix My Eyes wurde vorab am 5. Mai 2014 als Single veröffentlicht.

## Titelliste
1. Run Wild – 4:00
2. Prelude (Fix My Eyes) – 0:38
3. Fix My Eyes – 3:35
4. To the Dreamers – 3:34
5. Shoulders – 5:04
6. No Turning Back – 4:04
7. Without You – 4:52
8. Long Live – 3:52
9. Steady – 3:27
10. Already Home – 4:18
11. This Is Love – 4:22
12. Matter – 3:51
13. It’s Not Over Yet – 3:58
14. O God Forgive Us – 5:49

## Rezeption

### Kritik
Run Wild. Live Free. Love Strong. erhielt überwiegend positive Kritik. Steve Leggett von Allmusic gab dem Album drei von fünf möglichen Sternen. Er bezeichnete das Album als „beeindruckenden alternativen christlichen Rock“, hymnisch und spirituell persönlich. Beim CCM Magazine vergab der Kritiker vier von fünf Sternen, die Band hätte demnach mit dem Album ein „neues Level“ erreicht. Stephen Curry von Cross Rhythms gab dem Album die maximale Punktzahl. Ihm zufolge werden die Themen des Albums mit „überwältigender Energie“ und „eingängigen Melodien“ abgeliefert. Er bezeichnete das Werk abschließend als „meisterhaftes Pop-Album“.

### Auszeichnungen
Das Album wurde mit einem Grammy in der Kategorie Best Contemporary Christian Music Album ausgezeichnet. Außerdem erhielt es einen Dove Award in der Kategorie Pop/Contemporary Album of the Year.

### Chartplatzierungen

#### Album
Run Wild. Live Free. Love Strong. stieg am 4. Oktober 2014 auf Platz 13 der Billboard 200 ein. Insgesamt konnte sich das Album 35 Wochen lang in den Charts halten. In den Top Christian Albums stieg das Album am gleichen Tag auf Platz zwei ein. In diesen Charts war das Album das achterfolgreichste Album des Jahrzehnts. Mit einem Chartaufenthalt von über 300 Wochen zählt es zu den am längsten platzierten Alben überhaupt.
| ChartsChartplatzierungen       | Höchstplatzierung | Wochen |
| ------------------------------ | ----------------- | ------ |
| Vereinigte Staaten (Billboard) | 13 (35 Wo.)       | 35     |

#### Singles
Die Singles Fix My Eyes, Shoulders, It’s Not Over Yet und Priceless konnten sich in den Top Fünf der Hot Christian Songs platzieren. Die ersten beiden Singles wurden in den Vereinigten Staaten mit jeweils einer Goldenen Schallplatte ausgezeichnet. 2017 platzierte sich eine Version des Songs O God Forgive Us mit dem Rapper KB in den Hot Christian Songs.

### Auszeichnungen für Musikverkäufe
In den Vereinigten Staaten wurde Run Wild. Live Free. Love Strong. 2017 mit einer Goldenen Schallplatte ausgezeichnet.
| Land/Region               | Auszeichnungen für Musikverkäufe (Land/Region, Auszeichnung, Verkäufe) | Verkäufe |
| ------------------------- | ---------------------------------------------------------------------- | -------- |
| Vereinigte Staaten (RIAA) | Gold                                                                   | 500.000  |
| Insgesamt                 | 1× Gold ·                                                              | 500.000  |